# Micranthocereus auriazureus
Micranthocereus auriazureus ist eine Pflanzenart aus der Gattung Micranthocereus in der Familie der Kakteengewächse (Cactaceae).Das Artepitheton auriazureus leitet sich von den lateinischen Worten aureus für ‚gelb‘ sowie azureus für ‚tiefblau‘ ab und verweist auf die goldgelb bedornte blaue Epidermis der Art.

## Beschreibung
Micranthocereus auriazureus wächst strauchig mit säulenförmigen, hellblauen Trieben und erreicht Wuchshöhen von bis 1,1 Metern. Die Triebe weisen Durchmesser von 6 bis 7 Zentimetern auf. Es sind 15 bis 18 gerundete Rippen vorhanden, die wellig gefurcht sind und so etwas in Höcker gegliedert sind. Die goldgelben Areolen vergrauen im Alter. Aus ihnen entspringen zahlreiche ausstrahlende, 10 bis 13 Millimeter lange, dunkel goldgelbe Dornen, die im Alter hellgelb werden. Sie sind nur schwer in Mittel- und Randdornen unterscheidbar. Das kaum ausgebildete Cephalium besteht aus reichlich Wolle.
Die zylindrischen Blüten sind leuchtend fliederfarben oder orangerosa und öffnen sich in der Nacht. Sie sind bis 2,5 Zentimeter lang und weisen Durchmesser von 1,1 Zentimeter auf. Die beerenartigen, hellrosafarbenen Früchte erreichen bei Durchmessern von 14 bis 16 Millimetern eine Länge von 18 Millimeter.

## Systematik, Verbreitung und Gefährdung
Micranthocereus auriazureus ist im brasilianischen Bundesstaat Minas Gerais in der Region Grão Mogol verbreitet.
Die Erstbeschreibung als erfolgte 1973 durch Albert Frederik Hendrik Buining und Arnold J. Brederoo.
Micranthocereus auriazureus wird in der Roten Liste gefährdeter Arten der IUCN als „Endangered (EN)“, d. h. stark gefährdet, eingestuft.

## Nachweise